# Salobral
Salobral település Spanyolországban, Ávila tartományban. Salobral El Fresno, Gemuño, Sotalbo, Niharra, Padiernos, Muñopepe és La Serrada községekkel határos. Lakosainak száma 102 fő (2024).

## Népesség
A település népessége az utóbbi években az alábbiak szerint változott:
| Lakosok száma | 130  | 120  | 117  | 122  | 127  | 123  | 107  | 113  | 118  | 102  |
|               | 2001 | 2004 | 2006 | 2009 | 2011 | 2014 | 2016 | 2019 | 2021 | 2024 |